# Берников, Александр Сергеевич
Александр Сергеевич Бе́рников (1788—1844) — русский сенатор, тайный советник.

## Биография
Родился в 1788 году.
Из 1-го кадетского корпуса 7 ноября 1806 года он был выпущен прапорщиком в лейб-гвардии Семёновский полк, где уже служил его старший брат Павел Сергеевич Берников В следующем году он принял участие в походе в Пруссию. За отличие в сражениях при Гутштадте, Гейльсберге и Фридланде, он был награждён орденом Св. Анны 3-й ст. (20.05.1808). В Отечественную войну 1812 года он, в чине штабс-капитана, участвовал в отступлении от Вильны до Бородина и в сражении под Бородиным, за которое 19 декабря 1812 года он был награждён золотой шпагой с надписью «за храбрость». Затем, он сражался при Тарутине и под Малоярославцем. В 1813—1814 гг. Берников совершил с прусскими войсками весь поход от границы России до Парижа, участвовал в сражениях при Лютцене, Баутцене (награжден орденом Св. Владимира 4-й ст. с бантом), Лейпциге и Париже, после взятия которой двинулся с своим отрядом в Шербург, откуда на русской эскадре возвратился в Кронштадт. 
Был произведён 14 марта 1816 года в полковники и 6 сентября того же года назначен батальонным командиром, а 13 января 1817 года — полковым командиром херсонского гренадерского полка. Спустя четыре года, 28 марта 1821 года Берников, по прошению, был уволен от должности полкового командира, с повелением состоять по армии, а 4 января 1822 года перешёл на гражданскую службу с чином действительного статского советника и 28 апреля того же года был определён в 4-й департамент Сената, где с 13 августа 1827 года по 16 июля 1828 года он исправлял должность обер-прокурора. В 1830 году Берников участвовал в комиссии для исследования о злоупотреблениях в Олонецкой губернии, происходивших там при вырубке лесопромышленниками лесов в казённых дачах. В 1831 году он был направлен в Екатеринбург, для производства доследования по делу об управляющем заводами купца Расторгуева, за успешное исполнение которого был награждён орденом Св. Владимира 3-й ст. и с 6 декабря 1831 года был назначен обер-прокурором II отделения 3-го департамента Сената (11 декабря на него был возложен надзор за производством дел по общему собранию 4, 5 и межевого департаментов Сената). 
31 марта 1833 года А. С. Берников получил орден Св. Станислава 1-й ст.; 31 декабря 1834 года произведён в тайные советники. С 1 января 1838 году ему было повелено присутствовать во II отделении 5-го департамента Сената. Свой последний орден он получил 1 июня 1842 года — Св. Анны 1-й ст. 
Умер 16 (28) апреля 1844 года. Похоронен на Волковском православном кладбище.
Жена — Надежда Сергеевна (1791—1866).